# Mokaná
Los Mokaná es un pueblo amerindio que habita en los municipios de Tubará, Galapa, Usiacurí, Baranoa, Malambo, Puerto Colombia y Piojó. Sus centros primarios fueron Tubará, Baranoa y Piojó,  en el departamento del Atlántico, Colombia. Su lengua originaria formaba parte de las lenguas malibú, muy poco documentadas y cuyo parentesco se conjetura pero no se ha probado rigurosamente.
Antes de la conquista española poblaban las tierras fértiles hasta el río Magdalena. La Corona les asignó Resguardos en el territorio que hoy ocupan. Tras terminar una guerra civil en 1885 fue declarado vacante su título mediante una maniobra. Reorganizaron sus Cabildos en 1905 y lo mantuvieron hasta que la violencia lo impidió en 1948. Gracias a la Constitución de 1991 encontraron condiciones para volver a organizarse y ahora los Cabildos indígenas mokaná funcionan en los municipios mencionados.
Se sabe que la palabra Mokaná significaba en su lengua "sin plumas", ya que estos pueblos no las utilizaban como las demás tribus. Su  lengua se encuentra casi extinta, y sobreviven muy pocos hablantes de la tercera edad.
En la actualidad se realizan esfuerzos académicos para evitar su total extinción.
Sobre la base de sus vocablos, se discute su relación con las familias lingüísticas arawak y chibcha, sin que hasta el momento se pueda probar nada en ningún sentido.

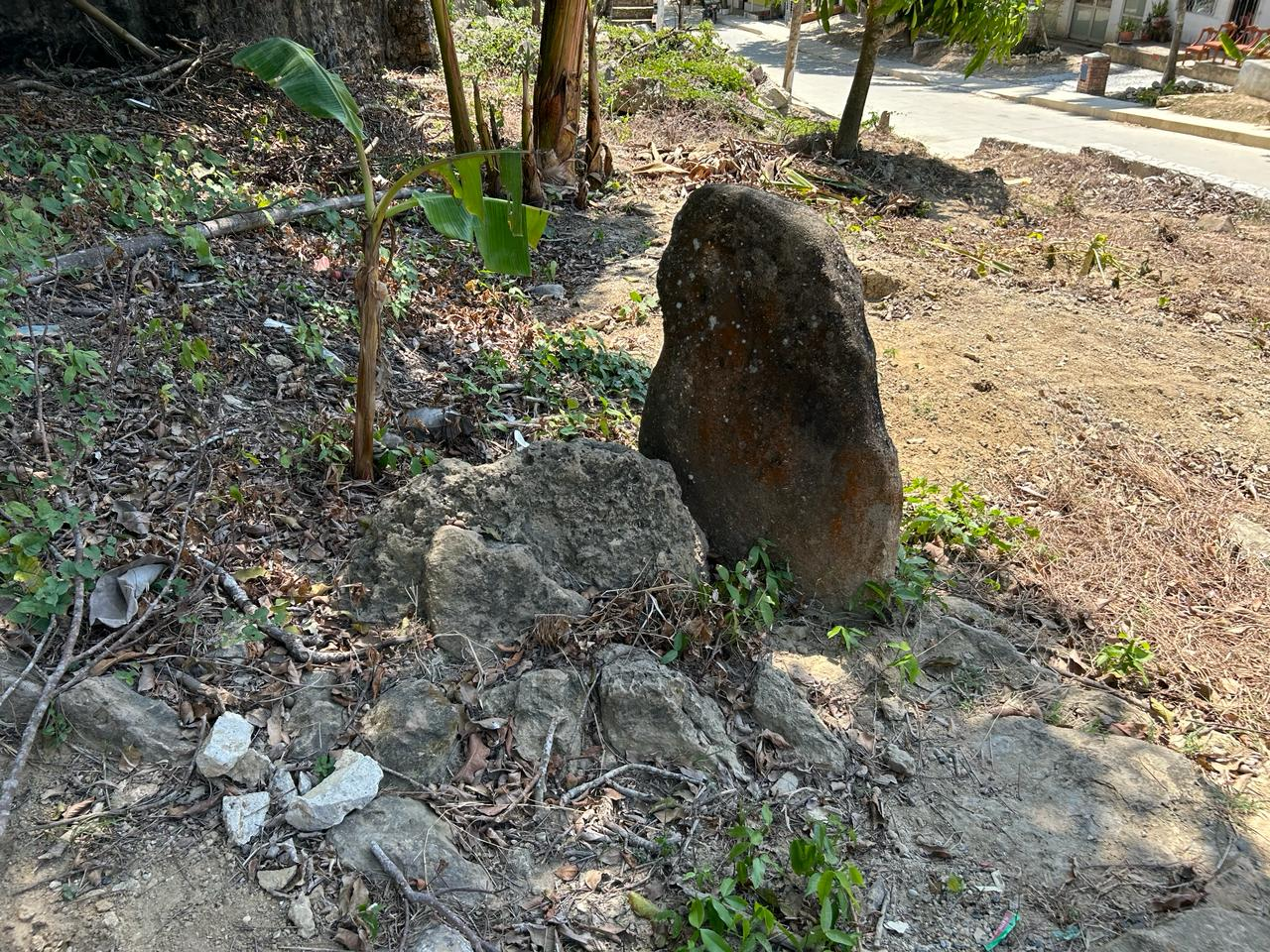
Piedra del Sacrificio, Tubará.

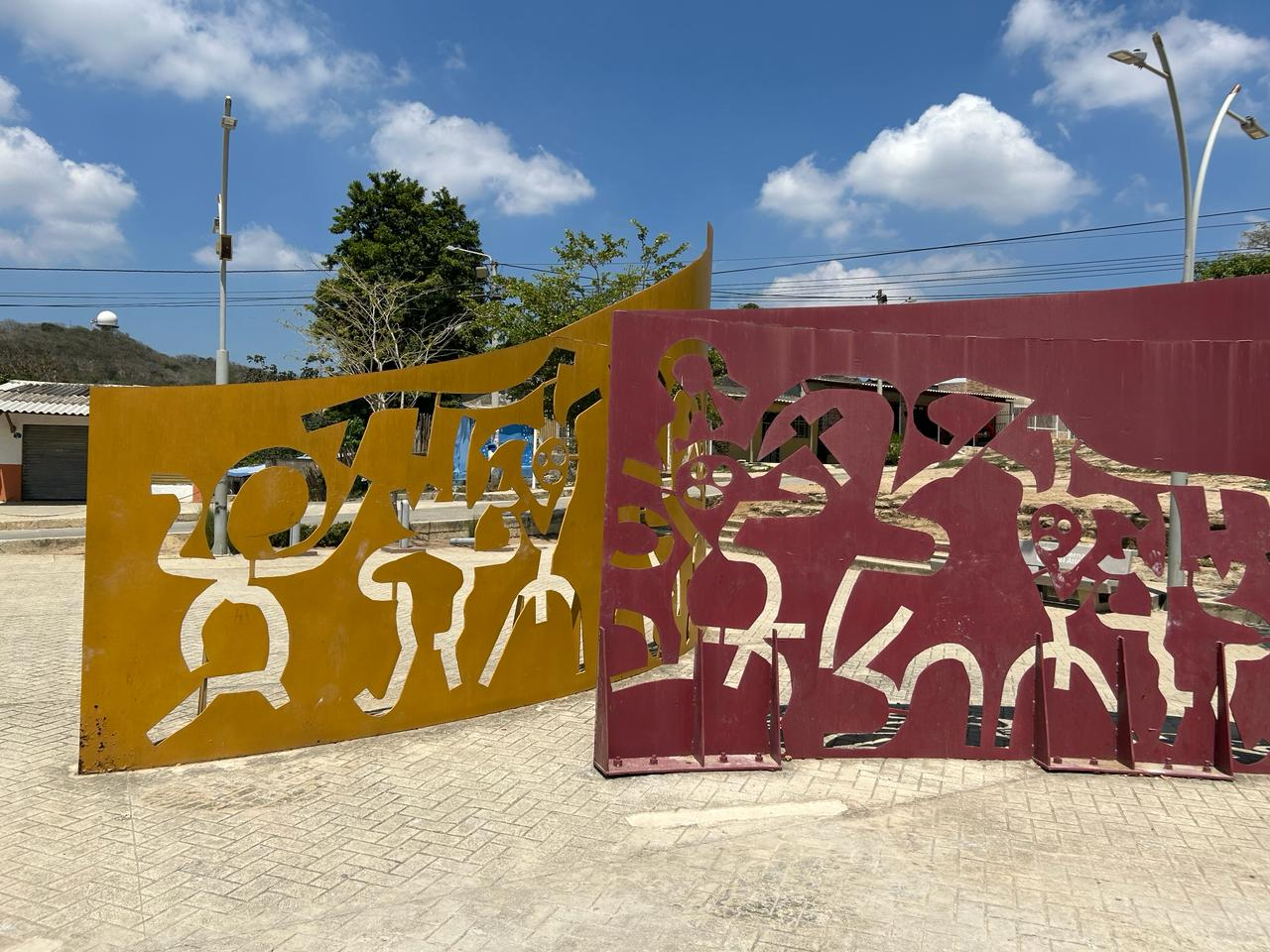
Figuras Mokaná en la plaza de las Madres de Tubará

Actualmente los Mokaná están en proceso de recuperación de sus tradiciones y celebran anualmente el princesado Mokaná, evento en el cual las parcialidades presentan leyendas y mitos de la etnia.